# Anno Mundi

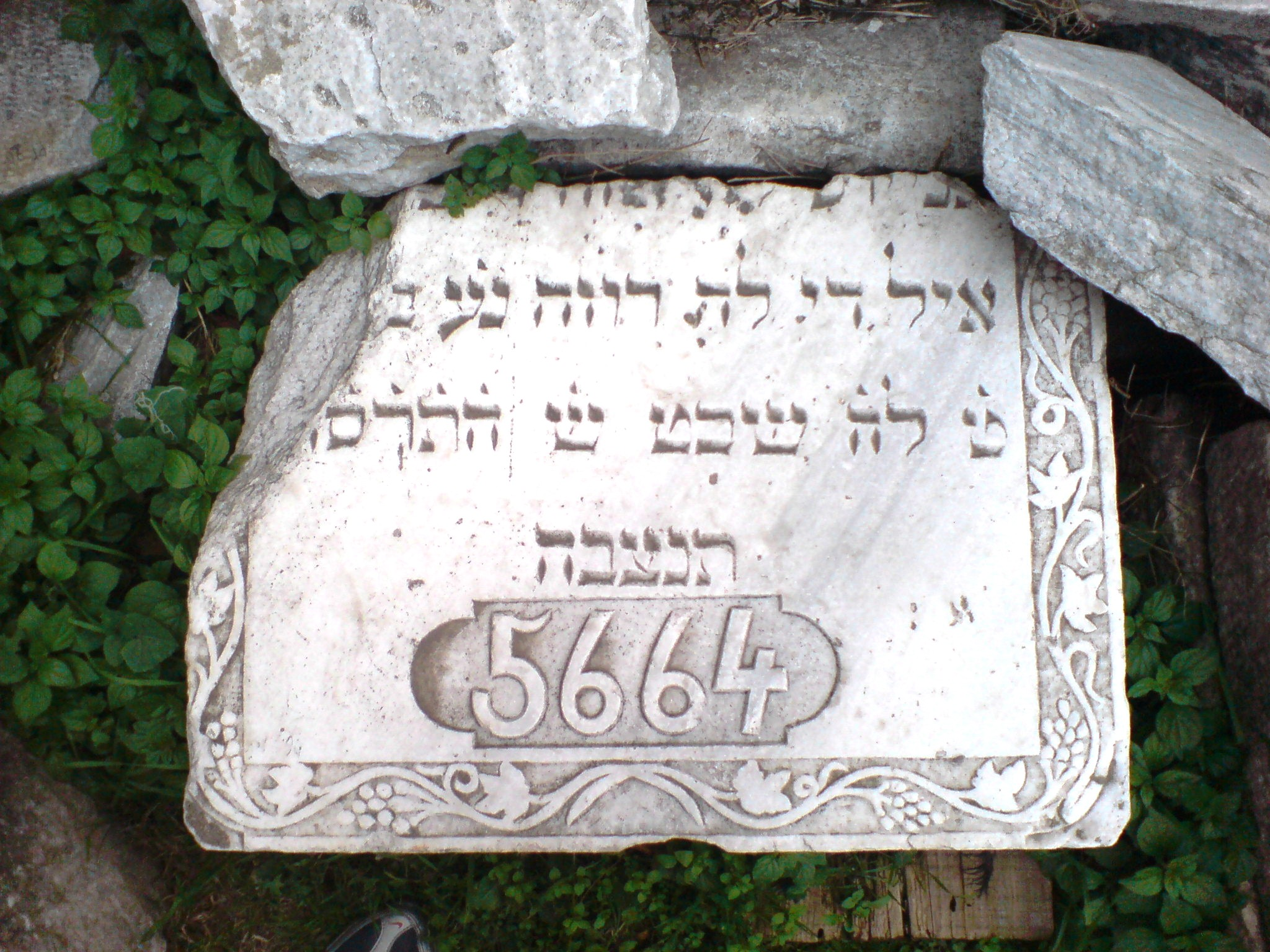
Uma lápide judaica utilizando a cronologia do Anno Mundi

Anno Mundi ("no ano do mundo", em latim), abreviado como A.M. ou AM, se refere a uma forma de contagem dos dias (uma era de calendário) iniciando na criação bíblica do mundo. É, portanto, uma forma estritamente utilizada pelos cristãos que vêem na Bíblia uma narrativa sagrada (judaísmo, cristianismo e algumas seitas, como a maçonaria).

## Cômputo judaico
Os anos no calendário judaico são contados a partir da criação. O sistema ainda uso hoje em dia foi adotado antes de AM 3925 (165 d.C.) e baseia seu cálculo no Seder Olam Rabbah do Rabino Jose ben Halafta em 160 d.C. Pelos seus cálculos, Adão teria sido criado no ano de 3760 a.C. O ano judaico que começou no pôr do sol do dia 2 de outubro de 2024 e irá terminar no pôr-do-sol em 22 de setembro de 2025, começando e terminando no Rosh Hashaná, corresponde a AM 5785 no calendário judaico.

## Cômputo cristão
AM também foi utilizado pelos primeiros cristãos. O historiador medieval Beda afirmou que a data da criação seria 3952 a.C. A Crônica de Eusébio e a Crônica de Jerônimo datam a criação como tendo sido em 5199 a.C. As primeiras edições do Martirológio romano para o Natal utilizavam esta data, assim como o irlandês "Anais dos Quatro Mestres".
O Etos Kosmou é o conceito correspondente no calendário bizantino, que data a criação em 1 de setembro de 5509 a.C.
James Ussher (1654) datou a criação em 23 de outubro de 4004 a.C. de acordo com o calendário juliano que, no calendário gregoriano seria 21 de setembro de 4003 a.C.
Os coptas, antigos cristãos egípcios — o Cristianismo se estabeleceu na província romana do Egito logo no século I d.C. — tinham seu próprio cômputo. Eles acreditam que o mundo foi criado em 5500 a.C. Embora os coptas frequentemente usem o sistema Anno Mundi.

## Outros cômputos

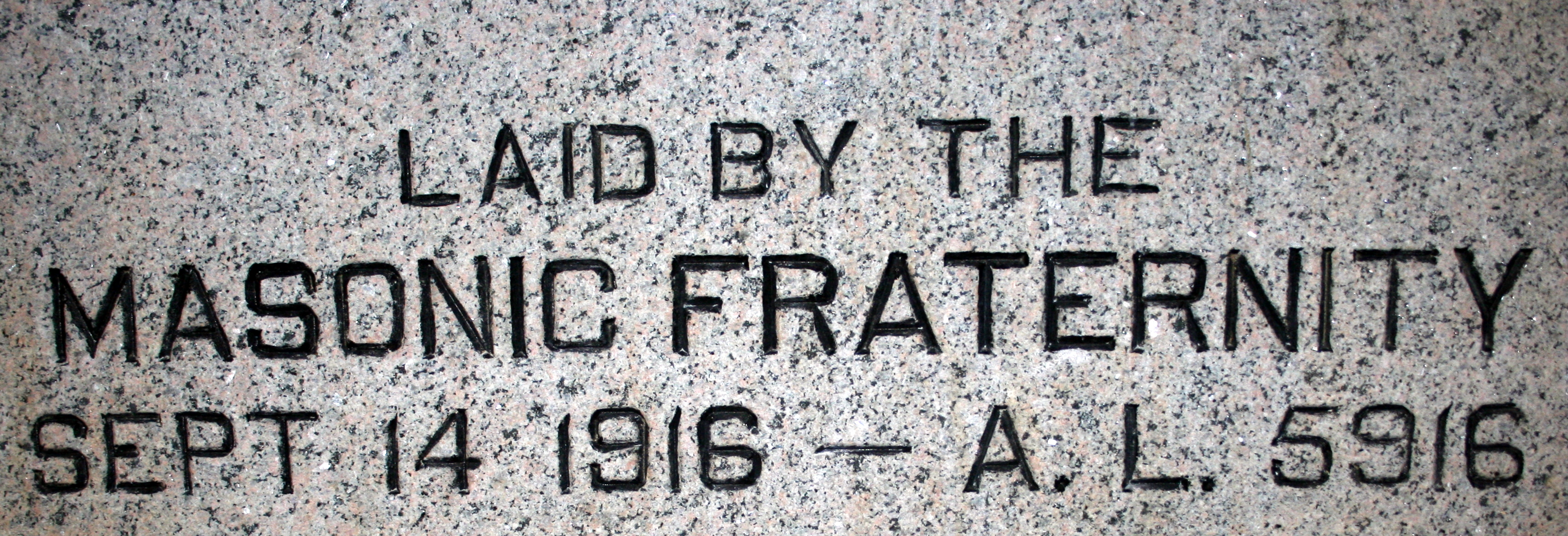
Uma lápide maçônica com o ano na Era comum e no Anno Lucis.

Relacionado com o conceito de Anno Mundi está o maçõnico Anno Lucis (em português:  Ano da Luz, abreviado A.L., que foi também grafado com o acrônimo Anno Latomorum), que adiciona 4000 anos às datas A.D. (ou d.C.), baseados no trabalho de Ussher, referenciado pela primeira vez em material maçônico em 1732.